# Léon Camille Marius Croizat
Léon Camille Marius Croizat (Torí, Itàlia, 16 de juliol de 1894 - Coro, Veneçuela, 30 de novembre de 1982) va ser un erudit i botànic franco-italià que va desenvolupar una síntesi ortogenètica de l'evolució de la forma biològica sobre l'espaitemps, que va anomenar panbiogeografia.

## Biografia
Croizat va néixer a Torí, Itàlia, fill de Vittorio Croizat (també conegut com a Victor Croizat) i Maria (Marie) Chaley, que havien emigrat a Torí des de Chambèri, França. Malgrat la seva gran aptitud per a les ciències naturals, Léon va estudiar i es va llicenciar en dret per la Universitat de Torí.
Croizat i la seva família (esposa Lucia i dos fills) van emigrar als Estats Units el 1924; artista àvid, Léon va treballar venent les seves obres d'art durant diversos anys, però no va tenir èxit econòmicament com a artista després de la caiguda de la borsa de 1929. Durant la dècada de 1930, Croizat va trobar una feina identificant plantes com a part d'un inventari topogràfic realitzat als parcs públics de la ciutat de Nova York. Durant les seves visites al Jardí Botànic del Bronx, va conèixer el doctor E. D. Merrill. Quan Merrill va ser nomenat director de l'Arnold Arboretum de la Universitat Harvard el 1936, va contractar Leon com a ajudant tècnic (el 1937).
Croizat es va convertir en un prolífic estudiant i editor, estudiant aspectes importants de la distribució i evolució de les espècies biològiques. Va ser durant aquest temps que va començar a formular un nou corrent de pensament en teoria evolutiva, oposat en alguns aspectes al darwinisme, sobre l'evolució i la dispersió de la biota en l'espai, a través del temps.
El 1947, Croizat es va traslladar a Veneçuela després de rebre una invitació del botànic Henri Pittier. Croizat va obtenir un lloc a la Facultat del Departament d'Agronomia de la Universitat Central de Veneçuela. El 1951 va ser ascendit i va rebre el títol de professor de botànica i ecologia a la Universitat dels Andes, Veneçuela. Entre 1951 i 1952 va participar en l'expedició franco-veneçolana per descobrir les fonts del riu Orinoco. Croizat va col·laborar amb l'expedició com a botànic amb el professor Josep Maria Cruxent.
Durant la seva estada a Veneçuela, Croizat es va divorciar de la seva primera esposa. Croizat es va tornar a casar més tard amb la seva segona esposa Catalina Krishaber, una immigrant hongaresa. El 1953 Croizat va renunciar a tots els càrrecs acadèmics oficials per treballar a temps complet investigant en biologia. Croizat i la seva dona Catalina van viure a Caracas fins al 1976. El 1976 van assumir el càrrec de primer director del "Jardín Botánico Xerófito" a Coro, una ciutat a uns 400 quilòmetres a l'oest de Caracas. Croizat i Catalina van treballar durant sis anys per establir i fundar el jardí, que actualment porta el seu nom: Jardín Botánico Xerófito Dr. León Croizat.
Croizat va morir a Coro el 30 de novembre de 1982 d'un atac de cor. Durant la seva vida, Croizat ha publicat prop de 300 articles científics i set llibres, que sumen més de 15.000 pàgines impreses.

## Publicacions
- 1952: Manual de fitogeografia o relat de la dispersió vegetal a tot el món. Junk, La Haia, 1952. 696 pp.
- 1958: Panbiogeografia o síntesi introductòria de zoogeografia, fitogeografia i geologia; amb notes sobre evolució, sistemàtica, ecologia, antropologia, etc. (3 volums) (Panbiogeography Gate [arxiu]). Publicat per l'autor, Caracas, 1958. 2755 pp.
- 1960: Principia Botanica o inicis de la botànica Publicat per l'autor, Caracas, 1961. 1821 pp.
- 1962: Espai, temps, forma: La síntesi biològica. Publicat per l'autor, Caracas, 1964. 881 pp.

## Honors

### Condecoracions
- Orden del Libertador en grau de Caballero (Veneçuela)
- Orden Henri Pittier (Veneçuela)
- Orde al Mèrit de la República Italiana

### Epònims

#### Gèneres
Per la preocupació de Léon Croizat per les Euforbiàcies, el gran botànic, Dr. Julián Steyermark, va designar un nou gènere d'aquesta família botànica amb el nom de Croizatia, del qual es van descriure diverses espècies, entre les quals destaquen Croizatia neotropica, relacionada amb el gènere africà Actephela, col·lectada a l'orient de Veneçuela, i Croizatia naiguatensis Steyermark, trobada al Parc Nacional El Àvila (Hoyos, 1999).

#### Espècies
- (Bombacaceae) Pseudobombax croizatii A.Robyns
- (Euphorbiaceae) Croton croizatii Steyerm.
- (Euphorbiaceae) Euphorbia croizatii (Hurus.) Kitag.
- (Lauraceae) Persea croizatii van der Werff
- (Ochnaceae) Ouratea croizatii Maguire & Steyerm.
- (Thymelaeaceae) Kelleria croizatii Heads
- (Tiliaceae) Tilia croizatii Chun & Wong
- Mabuya croizati (espècie de sargantana)